# Sourribes
Sourribes é uma comuna francesa na região administrativa da Provença-Alpes-Costa Azul, no departamento dos Alpes da Alta Provença. Estende-se por uma área de 19,75 km². Em 2010 a comuna tinha 181 habitantes (densidade: 9,2 hab./km²).